# Муха (сузір'я)
Му́ха (лат. Musca) — сузір'я південної півкулі зоряного неба. Містить 60 зір, видимих неозброєним оком. З території України не видно.

## Історія

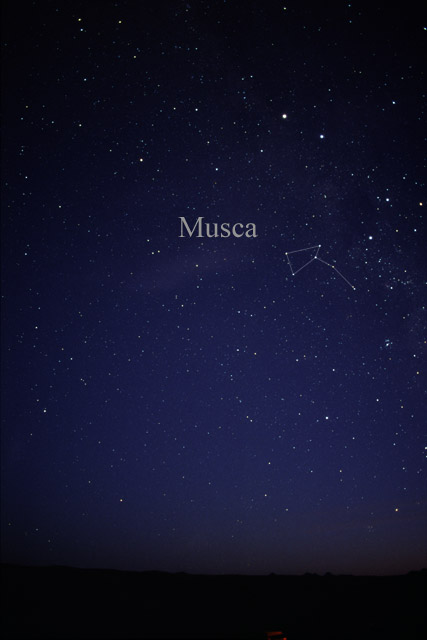
Сузір'я Муха неозброєним оком.

Нове сузір'я. Запропоноване Петером Планціусом на глобусі 1598 року, згодом у 1603 скопійоване Йоганом Байєром у його атлас «Уранометрія». Єдине сучасне сузір'я, назва якого пов'язана з комахами. Спочатку сузір'я називалось Бджола (лат. Apis). У 1752 році Нікола Луї де Лакайль, щоб уникнути плутанини із сузір'ям Райського Птаха, латинська назва якого, Apus, дуже схожа, дав сузір'ю Бджоли нову назву — Південна Муха (лат. Musca Australis) на противагу існуючому на той час сузір'ю Північної Мухи. Після того як сузір'я Північної Мухи було розформоване, назву сузір'я Південної Мухи було скорочено до теперішньої.

## Примітні об'єкти
- В сузір'ї Мухи міститься незвичайна планетарна туманність NGC 5189, розташована на відстані 3 000 світлових років від Землі. Своєю унікальною складною структурою нагадує крабоподібну туманність у мініатюрі.
- Туманність Пісковий годинник — планетарна туманність вибухоподібної форми.
- Кулясті скупчення NGC 4833 і NGC 4372.